# Orde van de Goedgunstige Sterren
De Grote Orde van de Goedgunstige Sterren, (Koreaans: 대훈위 서성대수장 , Sosong Taehunjang) was een hoge ridderorde van het Keizerrijk Korea. De orde werd op 17 april 1900 door Keizer Kwangmu van Korea ingesteld, waarbij het decoratiestelsel van Japan werd overgenomen.
De Orde van de Goedgunstige Sterren was in de rangorde van de Koreaanse orden minder belangrijk dan de Grote Orde van Taejo van Joseon of "Kumch'ok Taehunjang".

## Achtergrond
Ridderorden naar Europees model zijn geen Koreaanse traditie. Met de stichting van de volgde Korea het voorbeeld van Japan dat met de Orde van de Chrysanthemum een Europees voorbeeld had nagevolgd.
Het Koreaanse decoratiestelsel leek in opbouw en ook in de vorm van de eretekens sterk op het Japanse voorbeeld. De Orde van Taejo van Joseon werd net als de Orde van de Chrysanthemum aan bevriende staatshoofden en kroonprinsen verleend. Ook enkele van de dragers van de Grote Orde van de Goedgunstige Sterren kwamen voor de keten en de ster van de Orde van Taejo van Joseon in aanmerking. Voor deze prinsen was er in Japan de Paulownia-Zonneorde die de hoogste graad is van de Orde van de Rijzende Zon. In Koreaa nam de Orde van de Goedgunstige Sterren deze plaats in.
Het kleinood, dat aan een grootlint werd gedragen heeft een rood medaillon met daarop drie sterren en daaromheen stralen en een krans van pruimeblad. De hibiscus en de Pruimebloesem zijn de nationale bloemen van Korea. Tweeduizend jaar geleden werd het land in het Chinees "het land van de heren waar de Mugunghwa (bloem van de onsterfelijkheid) bloeit" genoemd. Op de website van de Koreaanse regering is sprake van de "Rose of Sharon" en wordt uitgelegd dat de naam verwant is aan het Koreaanse begrip "Mugung" dat "onsterfelijk" betekent.
In 1900 koos Keizer Kwangmu pruimebloesem als een nieuw mationaal en keizerlijk symbool. De Koreaanse heersers hadden zich als vazallen van de Chinese Keizer steeds "koningen" genoemd. Nu werd Korea een keizerrijk en de Koreaanse regering probeerde stand te houden te midden van de agressieve politiek van de Keizers van Rusland en Japan die beiden hun invloed in Mandsjoerije en in Korea wilden uitbreiden en de steeds zwakker wordende Chinese Keizer.
De ster is gelijk aan het kleinood maar ontbeert een verhoging. Boven het kleinood is een verhoging aangebracht die sterk aan de Japanse Mon doet denken. Het ontwerp is op dat van de Japanse Chrysanthemumorde gebaseerd.
De Orde van de Goedgunstige Sterren werd alleen aan heren uitgereikt. Ook daarin volgde Korea het Japanse voorbeeld. Voor dames was er in Korea de Orde van de Goedgunstige Fenix of "Bongjang". Het equivalent van de Japanse damesorde, de Orde van de kostbare kroon (Japans: 宝冠章 of "Hōkanshō").
De Mugunghwa keerden na 1945 terug in de versierselen van de Grote Orde van Mugunghwa.Op de stralen is een kruis van vier op trigrammen lijkende ornamenten gelegd.